# Crassula micans
Espèce
Crassula micans est une espèce de plantes de la famille des Crassulaceae.

## Liste des variétés
Selon Catalogue of Life (7 mars 2019) :
- variété Crassula micans var. vavarana

Selon Tropicos (7 mars 2019) (Attention liste brute contenant possiblement des synonymes) :
- variété Crassula micans var. micans
- variété Crassula micans var. vavarana Desc.